# 17079 Lavrovsky
17079 Lavrovsky è un asteroide della fascia principale. Scoperto nel 1999, presenta un'orbita caratterizzata da un semiasse maggiore pari a 2,4437200 UA e da un'eccentricità di 0,1401783, inclinata di 6,19930° rispetto all'eclittica.